# Ajuntament de Valls
L'Ajuntament de Valls és un edifici del municipi de Valls (Alt Camp) protegit com a Bé Cultural d'Interès Local.

## Descripció
És un edifici de pedra entre mitgeres amb planta baixa i dos pisos. A la planta baixa de la façana s'obren 4 arcs de mig punt. Les obertures dels pisos són de llinda recta. Els motius ornamentals de la façana són típics de l'eclecticisme. Hi ha diversitat de motius clàssics sense definició clara en l'estil: columnes, cornises, motllures i d'altres. A l'interior, una escala noble dona accés a les plantes superiors, en les quals es troben algunes mostres barroques. Conté la galeria de vallencs il·lustres, amb retrats de Casas de Valls, Francesc Galofre Oller i Lorenzale.

## Història
L'edifici del segle xvi allotja la Casa de la Vila. El 1593 es van aixecar els plans a càrrec del mestre d'obres Monter, que estava fent la Casa del Comú d'Alcover. El mestre Francesc Rosell va ser el constructor de l'edifici de pedra, el qual es va acabar l'any 1595. En 1726 es construí la Sala Capitular, segons la inscripció que es troba damunt la porta de l'esmentada sala. L'actual façana de l'edifici es començà a construir l'any 1895, i les obres duraren dos anys. Posteriorment, les destrosses causades per la guerra civil van fer necessària una reconstrucció, que es va realitzar entre els anys 1943 i 1946.